# Bitwy o Bin Dżawwad
Bitwy o Bin Dżawwad − zbrojne starcia stoczone w dniach 6 marca oraz 27 i 29 marca 2011 między libijską armią rządową a rebeliantami podczas libijskiej wojny domowej. W wyniku I bitwy miasto zostało zdobyte przez siły rządowe. II potyczkę wygrali rebelianci, jednak dwa dni później miasto zostało odbite przez siły rządowe.

## Tło
15 lutego 2011 w Libii rozpoczęły się masowe antyrządowe protesty.
Podczas ofensywy rebeliantów, 5 marca Bin Dżawwad został zdobyty przez bojowników po zwycięskiej dla nich bitwie o Ras al-Unuf. 6 marca kontrofensywę rozpoczęły siły rządowe. Miasto Bin Dżawwad położone jest na drodze z Ras al-Unuf do Syrty, którą przemieszczali się wówczas rebelianci.

## Bitwa
Rano 6 marca siły Kaddafiego w liczbie 1500 żołnierzy zaatakowały przy pomocy karabinów maszynowych i granatników RPG powstańców w Bin Dżawwad, których siłę ocenia się na 500-1000 bojowników. Wojsko wysadziło żołnierzy z 20 pick-upów. W czasie walk jeden pojazd został zniszczony. W starciach zginęło 60 rebeliantów, zaś po stronie sił rządowych 1 żołnierz, a co najmniej 20 innych zostało rannych. W starciach został ranny również francuski dziennikarz. Tuż przed południem rebelianci w wyniku intensywnych walk wycofali się z miasta, by w południe rozpocząć kontrnatarcie z Ras al-Unaf na Bin Dżawwad. Kolumna rebeliantów została czterokrotnie zbombardowała 3 km od bram miasta.
9 marca libijska telewizja państwowa powtórzyła informację o zdobyciu Bin Dżawwad. Rebelianci podjęli próbę odbicia Bin Dżawwad, jednak w wyniku ciężkiego ostrzału siły rządowe zmusiły rebeliantów do wycofania się pod Ras al-Unuf. W odpowiedzi siły rebeliantów dokonały ataku pociskami przeciwlotniczymi, co jednak nie spowodowało strat po stronie rządowej.

## Dalsze walki o miasto
Po zajęciu Bin Dżawwad, siły rządowe złamały 10 marca opór rebeliantów w Ras al-Unuf i Marsa al-Burajki. Potem wojska rządowe skierowały się na Bengazi – ostatni bastion rebeliantów, zajmując po drodze kilka portów naftowych. Jednak interwencja koalicji zatrzymała siły rządowe pod Bengazi 19 marca.
26 marca rozpoczęła się kontrofensywa rebeliantów. Tego dnia podjęli ponowny marsz na zachód. O godzinie 19 czasu lokalnego (18:00 czasu polskiego) powstańcy zdobyli Marsa a-Burajka, a siły Kaddafiego wycofały się z miasta w stronę Ras-al-Unuf.
Rebelianci do Ras al-Unuf dotarli ponownie 27 marca ok. godz. 13:30. Siły Kaddafiego stawiły niewielki opór i szybko zostali odrzuceni na zachód od miasta. Godzinę później powstańcy odbili także Bin Dżawwad.
28 marca kontrofensywa rebeliantów została zatrzymana 140 km na wschód od Syrty. W nocy z 28 na 29 rebelianci przegrali tam potyczkę, po której wycofali się do Bin Dżawwad. Wobec braku interwencji lotnictwa koalicji musieli i w tym mieście 29 marca uznać wyższość libijskiego wojska wycofując się do Ras al-Unuf.